# Dublarea cubului

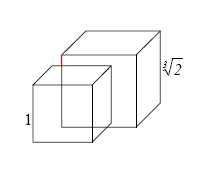
Vizualizare a problemei dublării cubului

Problema dublării cubului (sau a duplicării cubului), împreună cu „trisecțiunea unghiului” și „cuadratura cercului”, constituie cele trei probleme celebre nerezolvate ale antichității, probleme de construcție geometrică ce trebuiau să fie rezolvate doar cu rigla și compasul.

## Enunț
Se dă un cub de latură a. Se cere construirea, cu rigla și compasul, a unui segment de lungime x, astfel încât cubul cu această latură x să aibă volumul dublu față de cubul inițial.
Din ecuația {\displaystyle x^{3}=2a^{3}\,}   rezultă  
{\displaystyle x={\sqrt[{3}]{2}}\cdot a}.
Pentru cazul particular   {\displaystyle a=1\,}   se pune așadar problema construirii segmentului de lungime {\displaystyle {\sqrt[{3}]{2}}\,}   .

## Istoric
Problema era cunoscută de egipteni, indieni și greci. Conform legendelor mitologiei grecești, cetățenii atenieni, consultând oracolul lui Apollo din Delos, în 430 î.Hr., pentru a scăpa de o molimă care făcea ravagii, găsesc ca soluție necesitatea dublării mărimii altarului. Inițial, problema a fost înțeleasă eronat: era vorba de volumul altarului, nu de dimensiunile acestuia.
Prima rezolvare, dar prin metodele geometriei analitice, provine de la Menaechmus (380 î.Hr. - 320 î.Hr.), matematician grec. Alți matematicieni ai antichității care au fost preocupați de această problemă: Hippias din Elis, Archytas din Tarene, Eudoxiu din Cnide. Ca și Menaechmus, aceștia au propus același tip de soluție - prin intersectarea unor figuri spațiale de tip conică.
În epoca modernă, printre cei care au studiat această problemă se pot enumera: Carl Friedrich Gauss și Évariste Galois.
Abia în secolul al XIX-lea (1837), matematicianul francez Pierre-Laurent Wantzel (1814 - 1848) a demonstrat că segmentul de lungime {\displaystyle {\sqrt[{3}]{2}}} nu poate fi construit cu rigla și compasul.

## Rezolvare

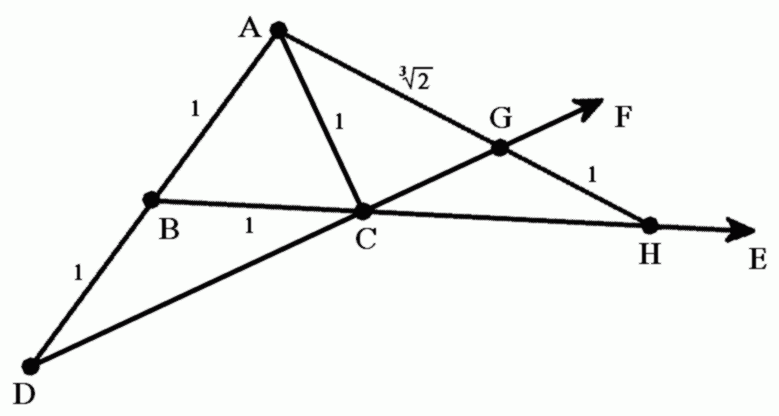
Rezolvarea folosind rigla marcată cu unitatea de lungime.

Sunt mai multe modalități de a construi segmentul de lungime {\displaystyle {\sqrt[{3}]{2}}}, toate acestea însă recurg la alte instrumente decât rigla și compasul.
Una din aceste metode necesită folosirea unei rigle care să aibă distanța egală cu unitatea.
Se construiește un triunghi echilateral ABC cu latura unitară. Se prelungește {\displaystyle {\overline {AB}}} tot cu unitatea și fie D simetricul lui A față de B. Se plasează rigla în vârful A astfel încât să intersecteze semidreptele {\displaystyle {\vec {DC}}} și {\displaystyle {\vec {BC}}} în G, respectiv H, astfel încât segmentul {\displaystyle {\overline {GH}}} să aibă extremitățile chiar în punctele marcate (între care distanța este unitară): {\displaystyle {\overline {GH}}=1}.
Atunci   {\displaystyle {\overline {AG}}={\sqrt[{3}]{2}}}.